# Jocurile Olimpice de vară din 2008
A XXIX-a ediție a Jocurilor Olimpice se desfășoară la Beijing, China în perioada 8 august - 24 august 2008. Ceremonia de deschidere a început în 8 august la ora 8:08 p.m. (ora locală), adică ora 3:08 p.m. ora României. Cifrele 08:08:2008 08:08 au fost alese intenționat, în cultura chineză numărul 8 fiind asociat cu prosperitatea.
Comitetul Internațional Olimpic a anunțat pe 8 iulie 2005 că probele de călărie se vor desfășura la Hong Kong, pe două arene: Arena Hipică Shatin (unde vor avea loc probele de săritură la obstacole și de dresaj) și Arena Hipică Beas River (pentru restul probelor). Schimbarea locului a fost determinată de măsurile de carantină necesare.
Dreptul de organizare al Jocurilor Olimpice a fost câștigat în urma votului organizat în cadrul sesiunii de lucru a Comitetului Olimpic Internațional ținut la Moscova (13 iulie 2001).

Pentru organizarea celei de a XXIX Olimpiade și-au depus candidatura următoarele orașe: Bangkok, Cairo, Havana, Kuala Lumpur, Sevilla, Osaka, Toronto, Paris, Istanbul și Beijing.

Beijing-ul și-a mai depus candidatura și pentru organizarea Jocurilor Olimpice de Vară din anul 2000 însă a pierdut în fața Sydney-ului după 4 runde.

## Selectarea orașului-gazdă
| Selectarea orașului gazdă – rezultatele voturilor | Selectarea orașului gazdă – rezultatele voturilor | Selectarea orașului gazdă – rezultatele voturilor | Selectarea orașului gazdă – rezultatele voturilor |
| ------------------------------------------------- | ------------------------------------------------- | ------------------------------------------------- | ------------------------------------------------- |
| Oraș                                              | Țară (CON)                                        | Runda 1                                           | Runda 2                                           |
| Beijing                                           | China                                             | 44                                                | 56                                                |
| Toronto                                           | Canada                                            | 20                                                | 22                                                |
| Paris                                             | Franța                                            | 15                                                | 18                                                |
| Istanbul                                          | Turcia                                            | 17                                                | 9                                                 |
| Osaka                                             | Japonia                                           | 6                                                 | —                                                 |

Beijing a fost ales ca gazda a ediției XXIX a Jocurilor Olimpice pe data 13 iulie 2001 la a 112-a sesiune a COI care a avut loc la Moscova, fiind în fața orașelor Toronto, Paris, Istanbul și Osaka. După prima rundă a votărilor, Beijing era cu mult înaintea adversarilor. Osaka a primit doar 6 voturi și a fost exclus din lista candidaților. În a doua rundă Beijing a fost susținută de majoritatea votanților, din această cauză nu mai era nevoie de alte runde. În lista finală a candidaților, care a fost creată în anul 2000, nu au intrat alte 5 orașe, care și-au depus candidatura: Bangkok (Thailanda), Cairo (Egipt), Havana (Cuba), Kuala Lumpur (Malaezia) și Sevilia (Spania).
După ce Beijing a câștigat după voturi vice-premierul Consiliului de Stat, Li lanițî, a declara că «victoria Beijingului în concurența pentru a deține dreptul de a organiza Olimpiada din 2008 este recunoașterea de comunitatea internațională a stabilității publice, progresului social și înflorirea economică a Chinei». Înainte Beijing și-a depus candidatura pentru organizarea Jocurilor Olimpice de vară din 2000. Votarea a avut loc pe 23 septembrie 1993 în Monte-Carlo. Beijing a fost lider la votare în primele trei runde, dar a fost întrecută cu două voturi de Sidney în finală.

## Mascota
Mascota Olimpiadei (chineză 福娃, Fúwá, „copii aducători de fericire și noroc”)  a fost anunțată pe 11 noiembrie 2005 marcând cele 1000 de zile rămase până la deschiderea jocurilor olimpice.

Mascota este formată din 5 figuri: Beibei, Jingjing, Huanhuan, Yingying și Nini, care, potrivit filosofiei antice chinezești, simbolizează cele 5 elemente primordiale ce alcătuiesc universul.
Fiecare din cele cinci figuri reprezintă de asemenea câte o culoare olimpică .
- Bèibei (贝贝): mascota albastră sub formă de pește. Reprezintă sporturile acvatice.
- Jīngjing (晶晶): mascota neagră sub formă de Panda. Reprezintă sporturile de luptă.
- Huānhuan (欢欢): mascota roșie sub formă de flacără olimpică. Reprezintă sporturile cu mingea.
- Yíngying (迎迎): mascota galbenă sub formă de antilopă tibetană. Reprezintă atletismul.
- Nīni (妮妮): mascota verde sub formă de rândunică. Reprezintă gimnastica.

Dacă cele cinci silabe ale numelor mascotelor sunt rostite consecutiv se obține "北京欢迎你 Běijīng huānyíng nǐ" ceea ce s-ar traduce prin „Beijingul vă primește cu drag”.

## Flacăra olimpică

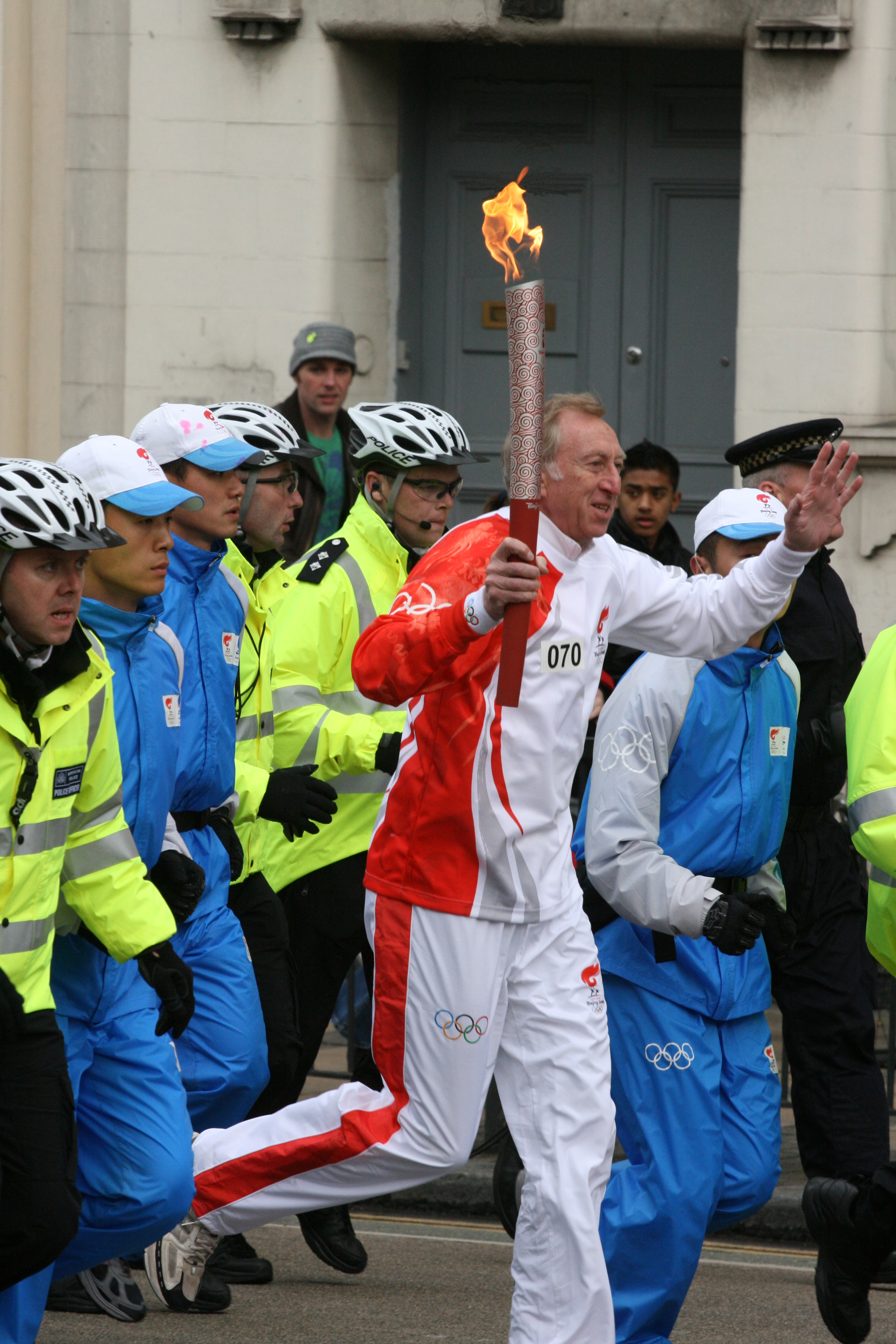
Flacăra olimpică, la Londra, 6 aprilie 2008, păzită de polițiști.

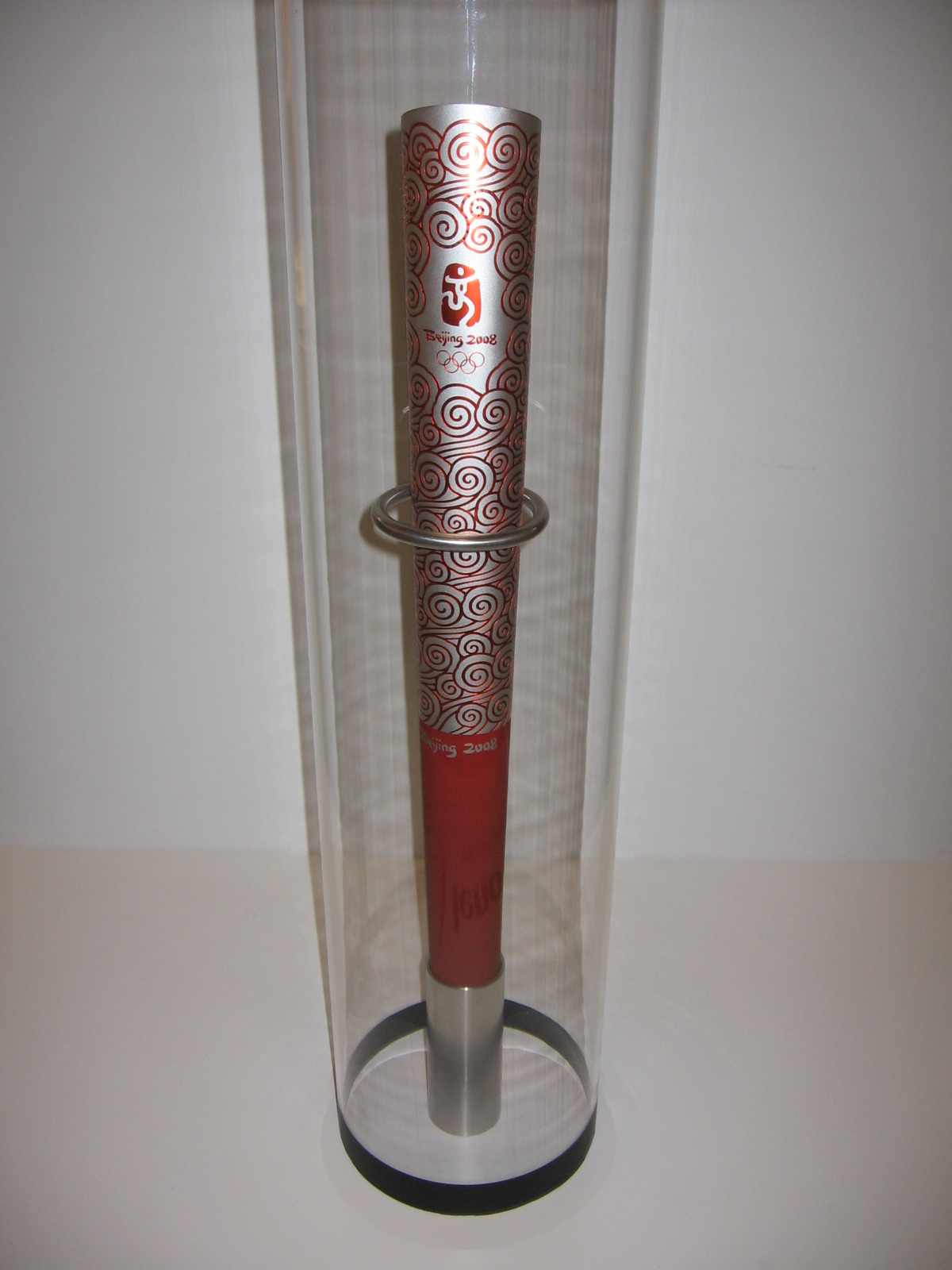
Flacăra olimpică

Pe 26 aprilie 2007 a fost anunțat traseul flăcării olimpice care se va întinde pe 137.000 de kilometri, pe o durată de 130 de zile. Traseul a început pe data de 24 martie 2008 și a pornit din Olympia, Grecia, de la templul Herei, când flacăra olimpică a fost aprinsă de la soare cu ajutorul unei oglinzi parabolice. De acolo, a traversat Grecia și a ajuns la Beijing la 31 martie. Din Beijing, torța va urmat un traseu care va parcurge cinci continente urmând să trecă și prin cel mai înalt punct al Terrei, vârful Everest (8.848 metri). Nepalul a declarat că va închide accesul pe Everest în momentul trecerii flăcării olimpice (primele 10 zile ale lunii mai), la solicitarea Chinei.
Proiectul traseului includea și trecerea prin Taipei, capitala insulei Taiwan, considerată de regimul comunist chinez drept o provincie a Chinei totuși, guvernul din Taiwan a renunțat să mai găzduiască orice festivitate legată de acest eveniment .
La 7 aprilie, când torța olimpică a ajuns la Paris, oficialitățile au decis să stingă torța din cauza protestatarilor protibetani împotriva Chinei, după ce cu trei zile înainte, la Londra, s-a încercat stingerea flăcării olimpice.
Torța olimpică este confecționată dintr-un aliaj de aluminiu și magneziu cu greutatea de aproximativ 1 Kg, are culoarea argintie iar cu roșu este imprimat motivul „Flacăra promisiunii” (祥云). Este proiectată astfel încât să rămână aprinsă la o forță a vântului de 65 km/h și la ploi de 50 ml/h. Torța este umplută cu gaz propan care alimentează flacăra timp de 15 minute.

## Sporturi olimpice
Programul Jocurilor Olimpice de la Beijing 2008 a fost destul de similar cu cel de la Atena 2004. Au fost 28 de sporturi, 302 evenimente sportive (165 de evenimente pentru bărbați, 127 pentru femei, 10 mixte). Femeile au concurat la 3.000 m obstacole pentru prima dată. La disciplina înot au fost adăugate evenimente de maraton pe distanțe mai mari de 10 km atât pentru femei cât și pentru bărbați.
| - Atletism (47) - Badminton (5) - Baseball (1) - Baschet (2) - Box (11) - Caiac canoe (16) - Canotaj (14) - Ciclism (18) | - Echitație (6) - Hochei pe iarbă (2) - Fotbal (2) - Gimnastică (18) - Haltere (18) - Handbal (15) - Înot sincron (2) - Judo (14) | - Lupte (18) - Natație (34) - Navigație (11) - Pentatlon modern (2) - Polo (2) - Sărituri în apă (8) - Scrimă (10) - Softbal (1) | - Taekwondo (8) - Tenis de masă (4) - Tenis de câmp (4) - Tir (15) - Tir cu arcul (4) - Triatlon (2) - Volei (4) |

## Calendar
Următorul calendar al Jocurilor Olimpice reprezintă cea mai recentă actualizare a programului (9 septembrie 2006). Fiecare cutie albastră reprezintă o rundă de calificare al unui eveniment competițional. Cutia galbenă reprezintă acordarea premiilor pentru un anumit sport. Numărul din fiecare cutie reprezintă numărul de finale din ziua respectivă.
| ● | Ceremonia de deschidere | ● | Eveniment competițional | ● | Premiere eveniment | ● | Ceremonia de închidere |

| Zi august        | 6-a | 7-a | 8-a | 9-a | 10-a | 11-a | 12-a | 13-a | 14-a | 15-a | 16-a | 17-a | 18-a | 19-a | 20-a | 21-a | 22-a | 23-a | 24-a | T   |
| ---------------- | --- | --- | --- | --- | ---- | ---- | ---- | ---- | ---- | ---- | ---- | ---- | ---- | ---- | ---- | ---- | ---- | ---- | ---- | --- |
| Ceremonii        |     |     | ●   |     |      |      |      |      |      |      |      |      |      |      |      |      |      |      | ●    |     |
| Atletism         |     |     |     |     |      |      |      |      |      | 3    | 4    | 5    | 6    | 5    | 3    | 6    | 7    | 7    | 1    | 47  |
| Badminton        |     |     |     |     |      |      |      |      |      | 1    | 2    | 2    |      |      |      |      |      |      |      | 5   |
| Baschet          |     |     |     |     |      |      |      |      |      |      |      |      |      |      |      |      |      | 1    | 1    | 2   |
| Basebal          |     |     |     |     |      |      |      |      |      |      |      |      |      |      |      |      |      | 1    |      | 1   |
| Box              |     |     |     |     |      |      |      |      |      |      |      |      |      |      |      |      |      | 5    | 6    | 11  |
| Caiac canoe      |     |     |     |     |      |      | 2    |      | 2    |      |      |      |      |      |      |      | 6    | 6    |      | 16  |
| Canotaj          |     |     |     |     |      |      |      |      |      |      | 7    | 7    |      |      |      |      |      |      |      | 14  |
| Ciclism          |     |     |     | 1   | 1    |      | 2    | 2    | 2    | 2    | 1    | 1    | 3    | 3    |      | 2    | 1    | 1    |      | 18  |
| Echitație        |     |     |     |     |      |      | 2    |      | 1    |      |      |      | 1    | 1    | 1    |      |      |      |      | 6   |
| Hochei pe iarbă  |     |     |     |     |      |      |      |      |      |      |      |      |      |      |      |      | 1    | 1    |      | 2   |
| Fotbal           |     |     |     |     |      |      |      |      |      |      |      |      |      |      |      |      | 1    | 1    |      | 2   |
| Gimnastică       |     |     |     |     |      |      | 1    | 1    | 1    | 1    |      | 4    | 4    | 4    |      |      |      | 1    | 1    | 18  |
| Haltere          |     |     |     | 1   | 2    | 2    | 2    | 2    |      | 2    | 1    | 1    | 1    | 1    |      |      |      |      |      | 15  |
| Handbal          |     |     |     |     |      |      |      |      |      |      |      |      |      |      |      |      |      | 1    | 1    | 2   |
| Înot sincron     |     |     |     |     |      |      |      |      |      |      |      |      |      | 1    |      |      | 1    |      |      | 2   |
| Judo             |     |     |     | 2   | 2    | 2    | 2    | 2    | 2    | 2    |      |      |      |      |      |      |      |      |      | 14  |
| Lupte            |     |     |     |     |      |      | 2    | 2    | 3    |      | 2    | 2    |      | 2    | 2    | 3    |      |      |      | 18  |
| Natație          |     |     |     |     | 4    | 4    | 4    | 4    | 4    | 4    | 4    | 4    |      |      | 1    | 1    |      |      |      | 34  |
| Pentatlon modern |     |     |     |     |      |      |      |      |      |      |      |      |      |      |      | 1    | 1    |      |      | 2   |
| Polo pe apă      |     |     |     |     |      |      |      |      |      |      |      |      |      |      |      |      |      | 1    | 1    | 2   |
| Sailing          |     |     |     |     |      |      |      |      |      |      | 2    | 1    | 2    | 2    | 2    | 2    |      |      |      | 11  |
| Sărituri în apă  |     |     |     |     | 1    | 1    | 1    | 1    |      |      |      | 1    |      | 1    |      | 1    |      | 1    |      | 8   |
| Scrimă           |     |     |     | 1   | 1    | 1    | 1    | 1    | 2    | 1    | 1    | 1    |      |      |      |      |      |      |      | 10  |
| Softbal          |     |     |     |     |      |      |      |      |      |      |      |      |      |      |      | 1    |      |      |      | 1   |
| Taekwondo        |     |     |     |     |      |      |      |      |      |      |      |      |      |      | 2    | 2    | 2    | 2    |      | 8   |
| Tenis de masă    |     |     |     |     |      |      |      |      |      |      |      | 1    | 1    |      |      |      | 1    | 1    |      | 4   |
| Tenis de câmp    |     |     |     |     |      |      |      |      |      |      | 2    | 2    |      |      |      |      |      |      |      | 4   |
| Tir              |     |     |     | 2   | 2    | 2    | 2    | 1    | 2    | 1    | 2    | 1    |      |      |      |      |      |      |      | 15  |
| Tir cu arcul     |     |     |     |     | 1    | 1    |      |      | 1    | 1    |      |      |      |      |      |      |      |      |      | 4   |
| Triatlon         |     |     |     |     |      |      |      |      |      |      |      |      | 1    | 1    |      |      |      |      |      | 2   |
| Volei            |     |     |     |     |      |      |      |      |      |      |      |      |      |      |      | 1    | 1    | 1    | 1    | 4   |
| Zi august        | 6-a | 7-a | 8-a | 9-a | 10-a | 11-a | 12-a | 13-a | 14-a | 15-a | 16-a | 17-a | 18-a | 19-a | 20-a | 21-a | 22-a | 23-a | 24-a | 302 |

## Clasament final pe țări
Legendă
  *   Țara gazdă (China)
  *   România
  *   Republica Moldova
| Loc                                                                 | Țară                       | Aur | Argint | Bronz | Total |  |
| ------------------------------------------------------------------- | -------------------------- | --- | ------ | ----- | ----- |  |
| 1                                                                   | China                      | 51  | 21     | 28    | 100   |  |
| 2                                                                   | Statele Unite ale Americii | 36  | 38     | 36    | 110   |  |
| 3                                                                   | Rusia                      | 23  | 21     | 29    | 73    |  |
| 4                                                                   | Marea Britanie             | 19  | 13     | 15    | 47    |  |
| 5                                                                   | Germania                   | 16  | 10     | 15    | 41    |  |
| 6                                                                   | Australia                  | 14  | 15     | 17    | 46    |  |
| 7                                                                   | Coreea de Sud              | 13  | 10     | 8     | 31    |  |
| 8                                                                   | Japonia                    | 9   | 6      | 11    | 26    |  |
| 9                                                                   | Italia                     | 8   | 9      | 10    | 27    |  |
| 10                                                                  | Franța                     | 7   | 16     | 18    | 41    |  |
|                                                                     |                            |     |        |       |       |  |
| 17                                                                  | România                    | 4   | 1      | 4     | 9     |  |
|                                                                     |                            |     |        |       |       |  |
| 81                                                                  | Republica Moldova          | 0   | 0      | 1     | 1     |  |
| Sursa: Olympic Museum Arhivat în 2 august 2012, la Wayback Machine. |                            |     |        |       |       |  |